# تپه باش ارخی ۲
تپه باش ارخی ۲ مربوط به دوره اشکانیان - دوره ساسانیان است و در شهرستان میانه، بخش کندوان، دهستان تیرچای، ۵۰۰ متری جنوب روستای شیویار واقع شده و این اثر در تاریخ ۲۷ اسفند ۱۳۸۶ با شمارهٔ ثبت ۲۲۵۶۱ به‌عنوان یکی از آثار ملی ایران به ثبت رسیده است.